# Execuție de către un pluton de execuție
Execuția de către un pluton de execuție este o metodă de aplicare a pedepsei capitale, frecventă în armată și în vremuri de război. Execuția prin împușcare este o practică destul de veche. Motivele principale pentru utilizarea ei era că armele de foc sunt de obicei disponibile și un foc de armă într-un organ vital ucide, de obicei, relativ repede.
Un pluton de execuție este compus de obicei din mai mulți militari. De obicei, toți membrii plutonului sunt instruiți să tragă simultan, prevenind, astfel, atât o perturbare a procesului de către un singur membru, cât și identificarea membrului care a tras împușcătura mortală. Pentru a evita desfigurarea în urma mai multor împușcături în cap, membrii plutonului sunt de obicei instruiți să țintească inima, fiind uneori ajutați de o țintă de hârtie. Prizonierul este, de obicei, legat la ochi sau cu o glugă în cap, uneori legat, deși, în unele cazuri, deținuții au cerut să stea în fața plutonului de execuție, fără a fi legați la ochi. Execuțiile pot fi efectuate cu condamnatul stând în picioare sau așezat. Există o tradiție în unele teritorii ca astfel de execuții să fie efectuate la prima rază de lumină sau la răsăritul soarelui, care are loc de obicei abia o jumătate de oră mai târziu. Acest lucru a dat naștere expresiei „împușcat în zori”.
Execuția de către un pluton de execuție este diferită de alte forme de execuție cu arme de foc, cum ar fi execuția cu o singură armă de foc în partea din spate a capului sau gâtului. Cu toate acestea, singură împușcătură realizată de un ofițer din pluton cu un pistol (lovitura de grație) este uneori încorporată într-un pluton de execuție, în special dacă împușcăturile inițiale se dovedesc a nu fi letale. Înainte de folosirea armelor de foc, erau de multe ori folosite arcuri sau arbalete — Sfântul Sebastian este reprezentat de obicei ca fiind executat de către o echipă de arcași auxiliari romani în jurul anului 288 AD; regele Edmund Martirul din Anglia de Est, după unele relatări, a fost legat de un copac și executat de arcași vikingi pe 20 noiembrie 869 sau 870 AD.

## Semnificație militară

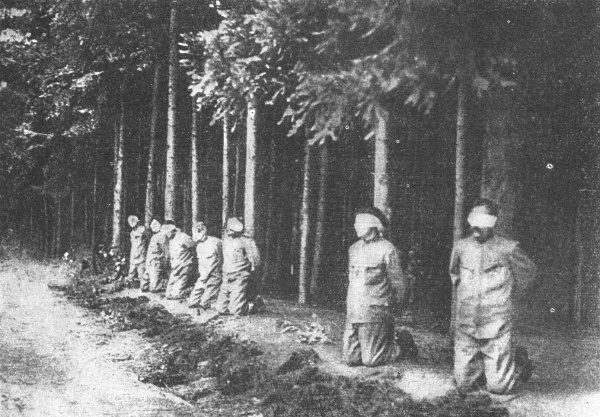
Execuția conducătorilor cehi ai unei revolte împotriva ofițerilor superiori din Armata Austro-Ungariei, 1918.

Metoda este adesea pedeapsa supremă sau mijlocul de disciplinare cel mai drastic utilizat de instanțele militare pentru infracțiuni cum ar fi lașitatea, dezertarea, spionajul, crima, revolta sau trădarea. Pentru militari, plutonul de execuție este un simbol. Militarul condamnat este executat de către un grup format din colegii lui ceea ce indică faptul că el este găsit vinovat de către întregul grup. Deși curtea marțială este prezidată și formată din ofițeri, execuția se face cu arme mânuite de membrii grupului din care făcea parte condamnatul. În plus, în execuțiile stabilite pe cale judiciară, condamnatului i se permite să stea mai degrabă în picioare decât în genunchi; în multe culturi, capacitatea sau voința de a sta drept în fața adversității sau pericolului este considerată o trăsătură individuală de mândrie. În cele din urmă, dispunerea față în față a grupului care formează plutonul de execuție și a condamnatului în picioare reprezintă un contrast vizual care consolidează tuturor martorilor că solidaritatea este o necesitate stringentă într-o unitate militară.
Dacă cel condamnat este un fost ofițer care este cunoscut ca autorul unor acte de vitejie din trecutul lui militar îi poate fi acordat privilegiul de a da ordin să se tragă. Un exemplu în acest sens este mareșalul Franței Michel Ney.

## În diferite țări

### Franța

Execuția rebelilor madrileni de către un pluton de execuție francez la 3 mai 1808, tablou pictat de Francisco Goya.

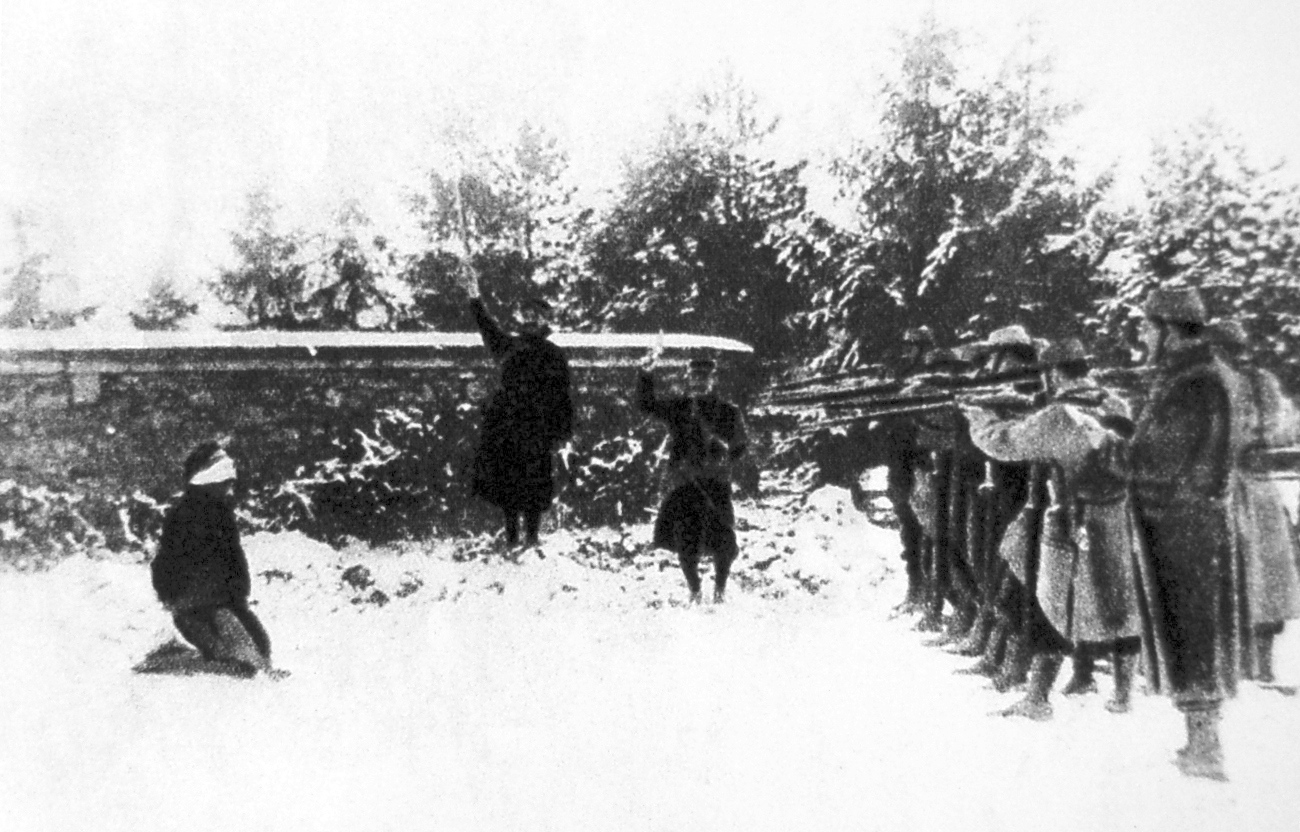
Execuție la Verdun în timpul Revoltelor din Armata Franceză din 1917

Soldatul Thomas Highgate a fost primul soldat britanic condamnat pentru dezertare și executat prin împușcare în septembrie 1914 la Tournan-en-Brie în timpul Primului Război Mondial. În august 1916 soldatul Harry Farr a fost împușcat pentru lașitate la Carnoy, fiind suspectat mai târziu că suferea de pe urma unui șoc acustice. Highgate și Farr, împreună cu alți 304 de militari britanici și imperiali care au fost executați pentru infracțiuni similare, au fost enumerați pe Memorialul celor împușcați în zori care a fost ridicat în onoarea lor.
Pe 15 octombrie 1917 dansatoarea exotică olandeză Mata Hari a fost executată de un pluton de execuție francez la Castelul Vincennes din orașul Vincennes, după ce a fost condamnată pentru spionaj în favoarea Germaniei în timpul Primului Război Mondial.
În timpul celui de-al Doilea Război Mondial, pe 24 septembrie 1944, Josef Wende și Stephan Kortas, doi polonezi înrolați în Armata Germană, au traversat râul Mosela în spatele liniilor americane îmbrăcați în haine civile, dându-se drept muncitori polonezi, pentru a observa mișcările trupelor Aliate și trebuiau să se alăture propriei lor armate în aceeași zi. Cu toate acestea, ei au fost descoperiți de americani și arestați. Pe 18 octombrie 1944 au fost găsiți vinovați de spionaj de către comisia militară americană și condamnați la moarte. Pe 11 noiembrie 1944 au fost împușcați în grădina unei ferme din Toul. Secvențele filmate ale execuției lui Wende și Kortas sunt prezentate în aceste link-uri.
Pe 15 octombrie 1945 Pierre Laval, liderul marionetă al regimului de la Vichy, a fost executat prin împușcare la închisoarea Fresnes din Paris pentru trădare.

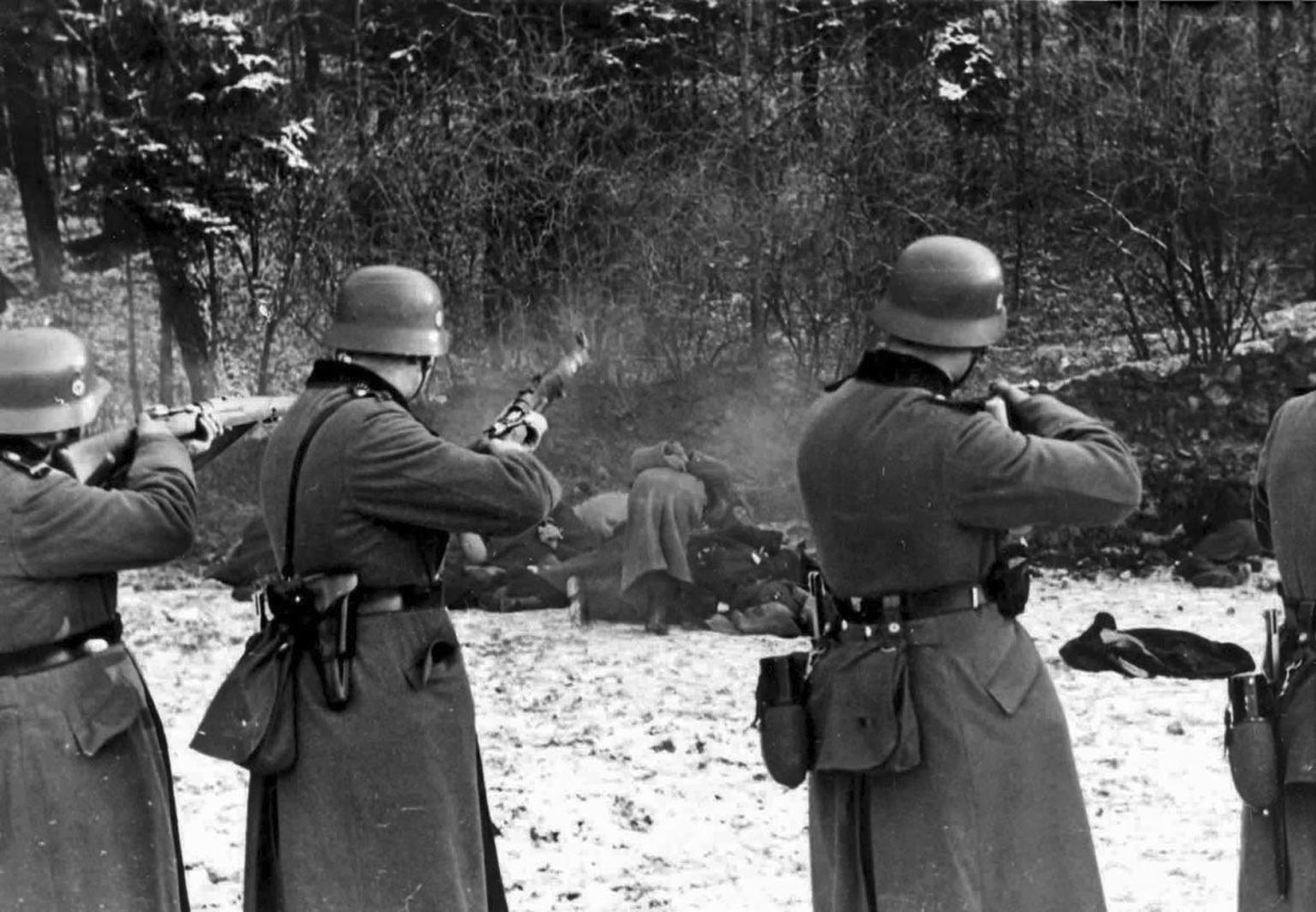
Execuția în masă a 56 de cetățeni polonezi în Bochnia, în apropiere de Cracovia, în urma invaziei naziste în Polonia, 18 decembrie 1939

### România
Nicolae Ceaușescu a fost executat de către un pluton de execuție, alături de soția sa, în timp ce cânta Internaționala Comunistă în urma unui proces-spectacol, fiind astfel pus capăt Revoluției Române.

### Rusia / URSS
În Rusia Țaristă plutoanele de execuție au fost, fără îndoială, folosite în armată pentru execuțiile în timpul războaielor în urma unei hotărâri a tribunalelor militare.
În Uniunea Sovietică, încă din primele zile, glonțul în ceafă în fața unei gropi deja săpate era cea mai comună practică. Această metodă a devenit deosebit de utilizată în timpul Marii Epurări.